# Fujimorismo

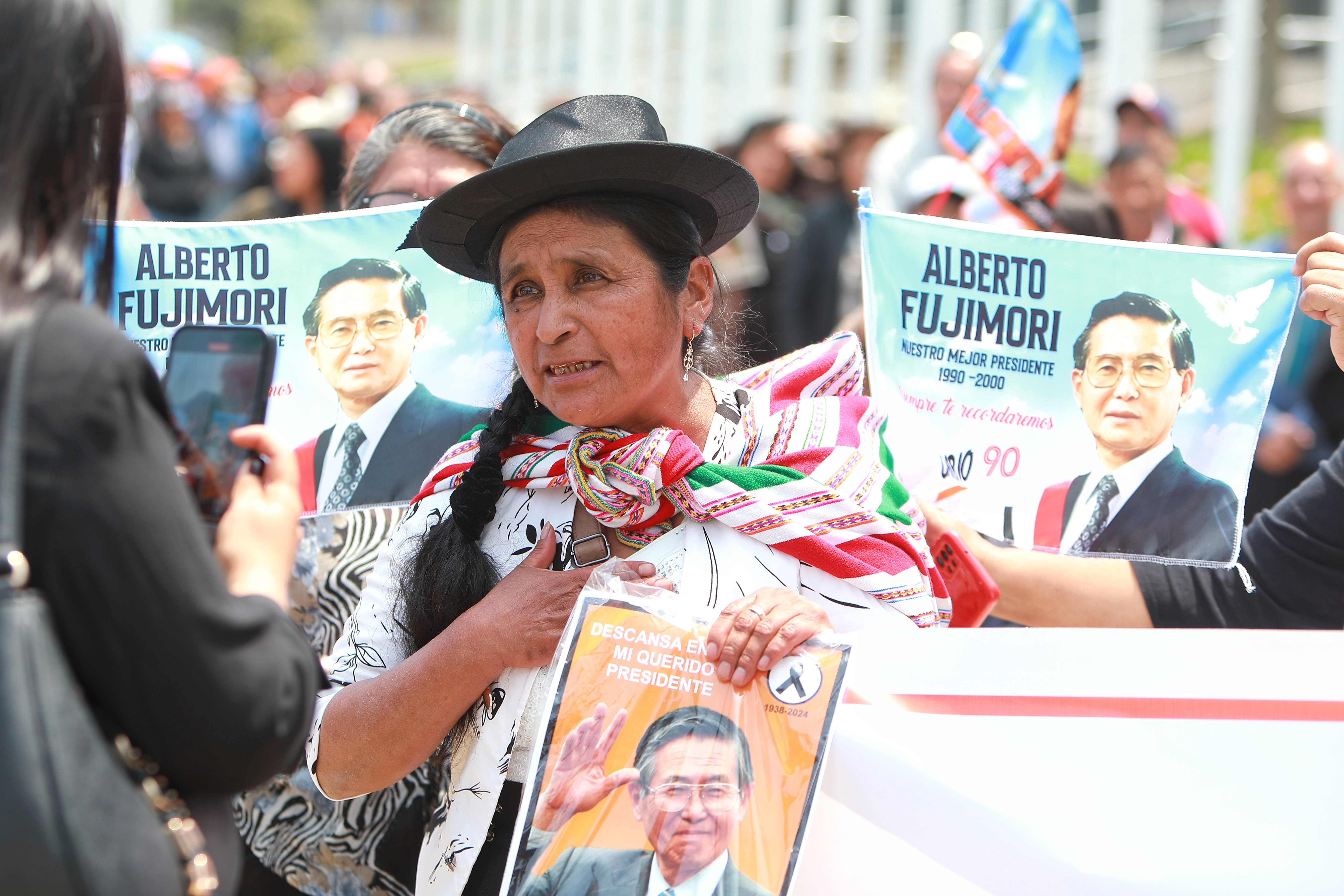
Fujimoristas de origen amerindio durante los velorios del expresidente en 2024.

El fujimorismo es una corriente política personalista en torno a la figura del expresidente peruano Alberto Fujimori y su hija y sucesora política Keiko Fujimori. Esta ideología se caracteriza por su autoritarismo y caudillismo, por su carácter neoliberal, por un enaltecimiento al patriotismo y por su tendencia a la democracia iliberal y al culto a la personalidad. Hasta 2024, Alberto cumplía condena en prisión por los delitos de violación de derechos humanos, corrupción durante su gobierno, usurpación de funciones, entre otros.
Esta corriente ha estado integrada por varios partidos y alianzas fundados por la familia Fujimori y sus allegados, entre ellos Cambio 90, Nueva Mayoría, Sí Cumple y Siempre Unidos. Si bien en 2006 los partidos operaban por separado (con cuatro partidos registrados), en 2011 la mayoría de estos (a excepción de Siempre Unidos) se fusionaron para dar lugar a Fuerza Popular. Fuerza Popular estuvo presidido por Keiko, quien es investigada (y encarcelada en dos ocasiones) por lavado de activos por las financiaciones de sus campañas electorales de 2011 y 2016, tráfico de influencias, y obstaculización a la justicia durante tales investigaciones.
El fujimorismo destaca por promocionar los logros del expresidente Alberto Fujimori. Desde principios de la década de 2000, su imagen se hizo popular entre sus partidarios, incluso entre los jóvenes adultos y los empresarios. Sin embargo, su popularidad decayó debido a los procesos judiciales contra Keiko Fujimori y la actitud obstruccionista de Fuerza Popular en el Congreso entre 2016 y 2019. En las elecciones parlamentarias extraordinarias de 2020, el partido obtuvo apenas 15 escaños, en comparación de los 73 obtenidos en las elecciones previas.
En las elecciones de 2021, el partido tuvo 24 escaños. Ipsos Perú señaló una encuesta en diciembre de 2020 en donde el partido obtenía una intención de voto del 7 %, cifra bastante inferior del 33 % que obtuvo en diciembre de 2015. En la misma encuesta, el 69 % manifestó que no votaría por Keiko. Sin embargo, contra toda tendencia y debido a su campaña presidencial, Keiko logró el segundo lugar (un 13 % de los votos) y pasó al balotaje, previsto para el 6 de junio. Finalmente, la líder perdió por décimas ante Pedro Castillo, de Perú Libre.

## Historia
El origen del fujimorismo se remonta a la llegada de Alberto Fujimori, un ingeniero agrónomo de ascendencia japonesa, a la política peruana a fines de la década de 1980. En 1989 fundó el partido Cambio 90, de centroderecha, con el cual se presentó como candidato presidencial para las elecciones generales de 1990. Sin contar experiencia previa en la política, Fujimori pasó a segunda vuelta y fue elegido presidente tras vencer al escritor y diplomático Mario Vargas Llosa, candidato de la coalición Fredemo.

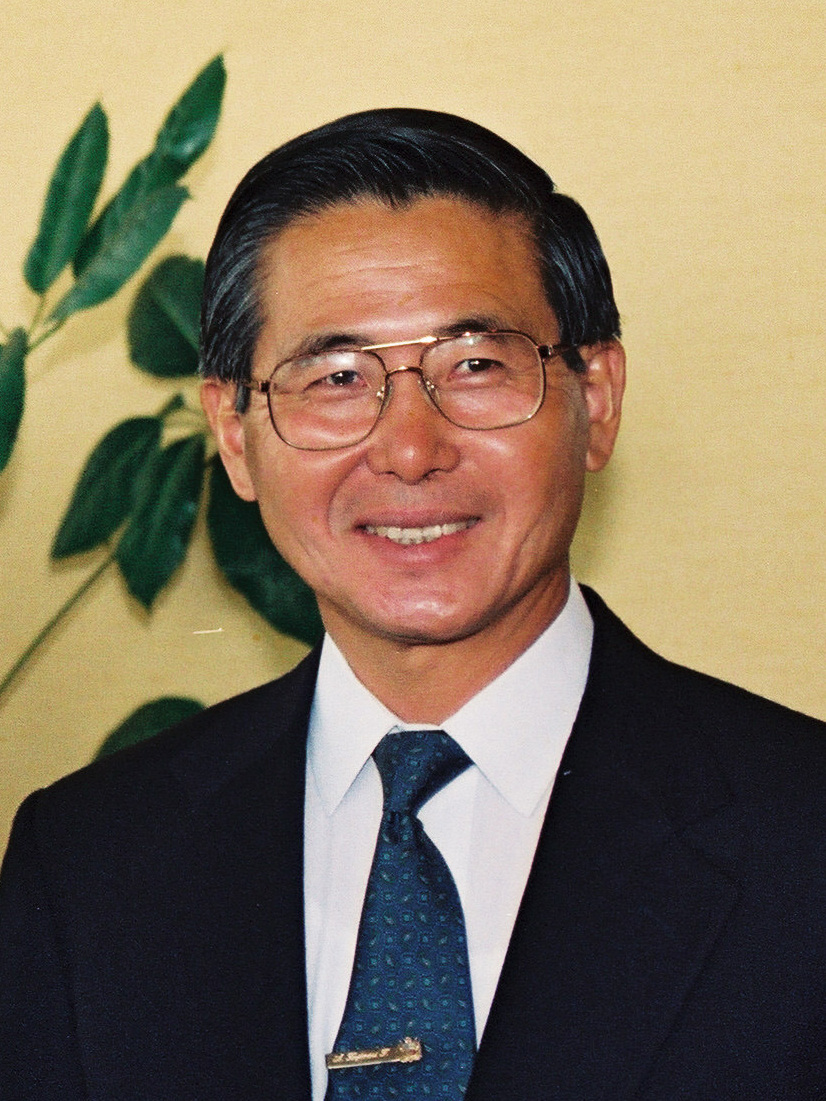
Alberto Fujimori

El programa presidencial de Fujimori se centró en la implementación de medidas económicas para superar la crisis financiera y la inflación que azotaban el país en ese momento. Una de las primeras medidas fue aplicar políticas neoliberales como la privatización de empresas estatales y la apertura del mercado peruano a la inversión extranjera. Estos cambios fueron bien recibidos por algunos sectores ya que contribuyeron a estabilizar la economía y atraer inversiones.
En 1992, Fujimori disolvió el Congreso de la República y tomó medidas extraordinarias, citando la necesidad de combatir la corrupción y la ineficiencia. Este incidente, calificado de autogolpe y referido ocasionalmente como «fujimorazo», marcó un punto de inflexión en su gobierno, dado que centralizó en sus manos los poderes ejecutivo y legislativo. Este hecho causó el aislamiento político del Perú a nivel internacional y llevó al gobierno de Estados Unidos, a la Organización de Estados Americanos y a los gobiernos de la Comunidad Europea a ejercer una fuerte presión sobre el Estado peruano para que regresara al sistema democrático. Como respuesta a las acusaciones de dichas organizaciones, en 1993 se aprobó una nueva constitución mediante referéndum para intentar garantizar su legitimidad. La nueva constitución otorgó más poderes al presidente, lo que fortaleció la estructura autoritaria de su gobierno.
Fujimori también lideró la lucha contra grupos armados como Sendero Luminoso y el MRTA y logró notables éxitos en la captura de los líderes de estas organizaciones. Sin embargo, el mandato de Fujimori recibió fuertes críticas debido a la corrupción y prácticas dictatoriales que caracterizaban su régimen. En 2000, en medio de escándalos de corrupción y acusaciones de fraude electoral, Fujimori huyó a Japón y renunció por fax.
A principios del siglo XXI, la influencia del fujimorismo en la política peruana se mantuvo latente. Sus hijos, Keiko y Kenji, se dedicaban activamente a la actividad proselitista. Los logros políticos y económicos de la familia Fujimori son elogiados por sus simpatizantes, mientras que sus detractores condenan la corrupción y las violaciones de los derechos humanos cometidas durante su mandato.
En 2001, Keiko Fujimori reconoció que «el fujimorismo no [estaba] tan organizado [como antes], aunque hay algunos grupos que empiezan a organizarse, pero aún sin proyecto de partido político». Los cuatro partidos políticos que promovían ideas fujimoristas formaron la coalición Alianza por el Futuro para relanzar la campaña del expresidente Alberto Fujimori, pero sin éxito. Esta alianza reinventó la imagen del movimiento y presentó a Keiko Fujimori como su nuevo rostro.
Alberto fue excluido como aspirante presidencial en 2006. La coalición fujimorista estableció una nueva plancha electoral formada por la excongresista Martha Chávez (candidata a la presidencia), Santiago Fujimori (hermano del expresidente Alberto Fujimori y candidato a la primera vicepresidencia) y el abogado Rolando Souza (segunda vicepresidencia). Finalmente, la coalición se presentó a las elecciones y la plancha presidencial fracasó. El publicista Carlos Raffo creía que Chávez estaba celosa del alto porcentaje de votos que había obtenido Keiko Fujimori cuando se presentó al Congreso.
Por otro lado, el exiliado Alberto Fujimori optó en 2007 por presentarse al Senado japonés. Sin embargo, fracasó y la influencia del fujimorismo disminuyó en medio de una crisis del movimiento, aunque Keiko Fujimori continuó teniendo presencia en el Congreso. Fujimori fue extraditado cuando viajó a Chile y encarcelado en Perú en 2009.
En 2011 se fundó Fuerza Popular, que unificó el fujimorismo en un único partido y le devolvió su relevancia en la política nacional. Keiko Fujimori lideró Fuerza Popular y se presentó como candidata a la presidencia en tres ocasiones. La corriente unificada sufrió de breves crisis. En 2012, el movimiento se escindió temporalmente en dos facciones: los que seguían a Alberto Fujimori y los que seguían a Keiko Fujimori. En 2018, Luisa María Cuculiza señaló que hubo otro quiebre relacionado con «el entorno de Keiko Fujimori».
En 2020, Fuerza Popular fundó centros de formación política denominados «Escuela Naranja». Estos centros imparten cursos y conferencias que brindan conocimientos esenciales a los militantes del partido para defender los supuestos logros del fujimorismo. Su financiamiento proviene en parte de fondos públicos que se han empleado para contratar consultorías, producir material audiovisual, costear maestrías personalizadas para miembros destacados y realizar actividades sociales inspirados en el programa Esto es guerra.
En 2023, Alberto Fujimori fue indultado. Los simpatizantes lo celebraron en varias ciudades del país como Iquitos, donde se organizó una caravana política. Posteriormente, en 2024, el exconvicto se afilió al partido fujimorista. El secretario general de Fuerza Popular, Luis Galarreta, consideró que su inscripción es un «acto importante» en la historia del partido político.

## Ideología y características

El anaranjado es el color emblemático del fujimorismo.

El fujimorismo esta orientado al caudillismo, el conservadurismo, el populismo, el liberalismo económico (neoliberalismo criollo), la democracia parcial y el autoritarismo.

### Con la derecha
Se le considera neoliberal en lo económico, pues minimizó el papel del Estado mediante privatizaciones de empresas estatales y recursos naturales, flexibilizó la contratación laboral e impulsó firmas de contratos con empresas trasnacionales para apoyar la inversión extranjera en grandes proporciones; esto resultó en un grave fracaso económico.
Se caracteriza por su conservadurismo social, el cual se ve reflejado en su apoyo a la Iglesia católica y las iglesias evangélicas, llegando hasta grupos como el Opus Dei. Además, se mostró en contra de los derechos LGBT, la denominada «ideología de género» y el aborto. Según el diario español Público, parte de las figuras políticas están aliadas con el Foro Madrid.

### Con la izquierda
El fujimorismo se muestra muy crítico con los grupos de izquierda, ya que en su opinión guardan relación con la izquierda revolucionaria, principalmente debido al impacto de los grupos Sendero Luminoso y el MRTA. También se muestra en contra de los grupos partidarios de formas democráticas del liberalismo. Según RPP, algunos simpatizantes del fujimorismo rechazaron el informe final de la Comisión de la Verdad y Reconciliación, que investigó la etapa del conflicto armado interno.
Al fujimorismo, por su pragmatismo político, se le ha ubicado ocasionalmente en la centroizquierda, principalmente por las políticas inclusivas a las poblaciones de clases populares durante el gobierno de Alberto Fujimori. Sin embargo, al ser populistas, no contaron con la participación activa de la población. Se ha considerado que el movimiento realizaba prácticas clientelistas y formaba una oposición a un Estado no intervencionista que pregonan las posturas liberales económicas. Asimismo, políticos relevantes del movimiento como Luz Salgado y la misma Keiko Fujimori calificaron al fujimorismo dentro del espectro de izquierda. En una encuesta de Ipsos Perú de 2016, Keiko Fujimori y el fujimorismo son ubicados por el 33 % de encuestados como de izquierda y centroizquierda.
Durante la segunda vuelta de las elecciones generales de 1990, la campaña electoral de Alberto Fujimori contó con el respaldo de Izquierda Unida, que la presentó como la «única opción para defender al pueblo». Para las elecciones generales de Perú de 2016, el partido Fuerza Popular llevó como segundo vicepresidente al antropólogo Vladimiro Huaroc Portocarrero, quien fue gobernador del Departamento de Junín (2007-2010); Huaroc se considera de izquierda democrática y expresó que «en las regiones hay muchos líderes [de izquierda] que se han incorporado y comparten la vocación de servicio que tiene Fuerza Popular».
En las elecciones de 2021, Hernando Guerra-García afirmó que Fuerza Popular recibía a políticos de centroizquierda. Sin embargo, la líder Keiko Fujimori criticó a la llamada «izquierda internacional» y animó a los presidentes a no inmiscuirse en asuntos electorales. La campaña presidencial de Keiko Fujimori se caracterizó por fomentar el temor hacia sus detractores, quienes eligieron al candidato de izquierda conservadora Pedro Castillo, ante la amenaza de un resurgimiento de grupos como Sendero Luminoso. Fuerza Popular culpó a Castillo, a Dina Boluarte y a las agrupaciones de izquierda por la crisis política iniciada en 2021. Posteriormente, el partido denunció a tres congresistas por protestar frente al mensaje a la nación de Dina Boluarte por la muerte de ciudadanos durante la convulsión social.

## Recepción
Luis Pásara criticó que los partidos Cambio 90 y Nueva Mayoría no fueron sólidos y solo sirvieron de acompañamiento al líder Alberto Fujimori en las elecciones constituyentes de 1992.
Los detractores del fujimorismo consideran a esta ideología como antidemocrática por posturas defendidas por sus partidarios como la justificación del autogolpe de estado de 1992 y como responsable político de violaciones a los derechos humanos durante el período que le siguió a dicho rompimiento del orden constitucional. Por otro lado, los seguidores fujimoristas sostienen que estos fueron excesos necesarios que ocurrieron en el marco de la lucha armada contrasubversiva.
Asimismo, políticos de oposición denunciaron abundantes casos de corrupción que ocurrieron durante el gobierno del expresidente Alberto Fujimori, sobre todo en el segundo periodo (1995-2000). En 2001, al menos 15 fujimoristas que habían sido elegidos como congresistas fueron acusados constitucionalmente por la Comisión Permanente.
El fujimorismo recibe críticas por fomentar y permitir que sus simpatizantes ataquen a cualquier opositor político. Este aspecto se hizo muy notorio durante la crisis electoral de 2021, con la llegada de Pedro Castillo a la presidencia. En 2024, el expresidente Pedro Pablo Kuczynski responsabilizó a Keiko Fujimori de iniciar la crisis política entre 2016 y 2020, precisamente cuando Kuczynski llegaba a la presidencia por mayoría de votos.
En 2025, CPI señaló que el 37.8 % de los encuestados a nivel nacional consideró que el fujimorismo era la agrupación «más ineficiente y corrupta» del Congreso de la República.

## Familia Fujimori

### Alberto Fujimori

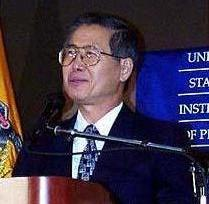
Alberto Fujimori en 1999

Alberto Fujimori fue el patriarca de la familia que lleva su apellido.  Alberto fue históricamente la principal imagen del movimiento fujimorista. El apellido Fujimori proviene de Kintaro Fujimori, padre de Alberto, quien había emigrado de Japón a Perú años antes del nacimiento de su hijo.
Alberto fue político, profesor, ingeniero agrónomo y ex-rector de la Universidad Nacional Agraria La Molina entre 1984 y 1989. 
El 5 de octubre de 1989 fundó el partido Cambio 90 para participar en las elecciones del año siguiente, con el lema de su campaña «Honradez, tecnología y trabajo». En la primera vuelta obtuvo el 29.9 % de votos, pasando a la segunda vuelta contra el escritor Mario Vargas Llosa de la coalición Frente Democrático (FREDEMO), y en junio del mismo año ganó las elecciones con el 62.32 % de votos.

### Keiko Fujimori

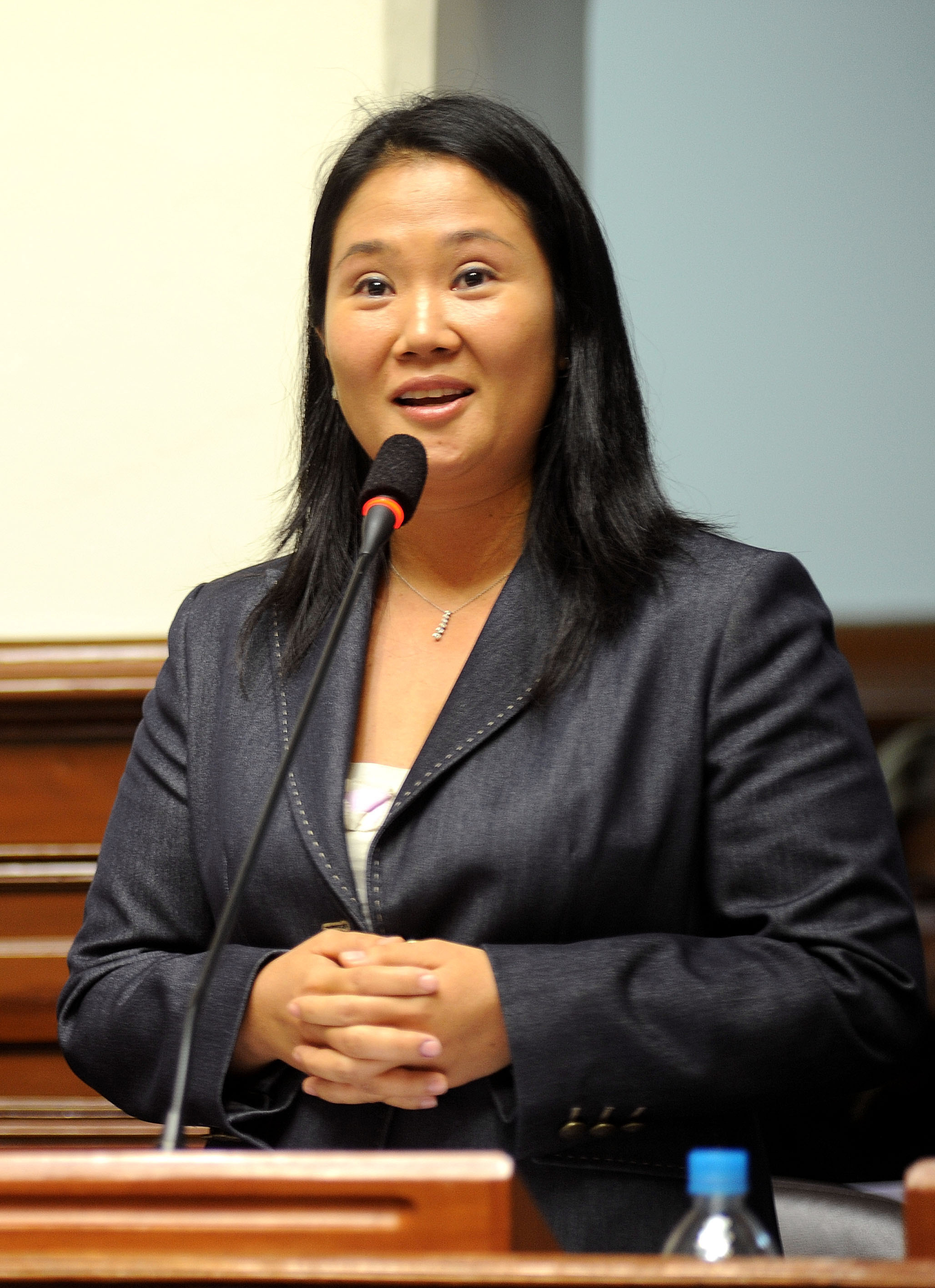
Keiko Fujimori de congresista en el 2010

Keiko Fujimori es la hija mayor de Alberto Fujimori y Susana Higuchi, y también es empresaria y política peruana. Asumió el cargo de primera dama durante el Gobierno de su padre, de 1994 al 2000, luego de que su madre Susana Higuchi se divorciara de este último en 1994. Después del expresidente, Keiko es la figura más relevante del movimiento.
Estudió Administración de empresas en la Universidad de Stony Brook. En 2006, postuló como congresista de la República con la coalición Alianza por el Futuro, en abril del mismo año fue elegida como congresista para el periodo 2006-2011, con la más alta votación (más de 600,000 votos según recuento oficial de la ONPE).
En 2010 junto con exmiembros del partido Nueva Mayoría, fundó el partido Fuerza 2011 para participar en las elecciones regionales y municipales del 2010 y el siguiente año se presentó como candidata a la presidencia para las elecciones del 2011. A partir del 2012 el partido cambia de nombre a Fuerza Popular para las elecciones regionales y municipales del 2014, 2018 y 2022; así como para las elecciones presidenciales, parlamentarias y de parlamentos andinos de 2016 y 2021. 
En una entrevista de 2012, Keiko reconoció que su padre fue un «buen caudillo» y que se había negado a formar parte de algún partido político durante su gobierno. Añadió que su padre había cedido su poder posteriormente para construir Fuerza Popular.

### Kenji Fujimori

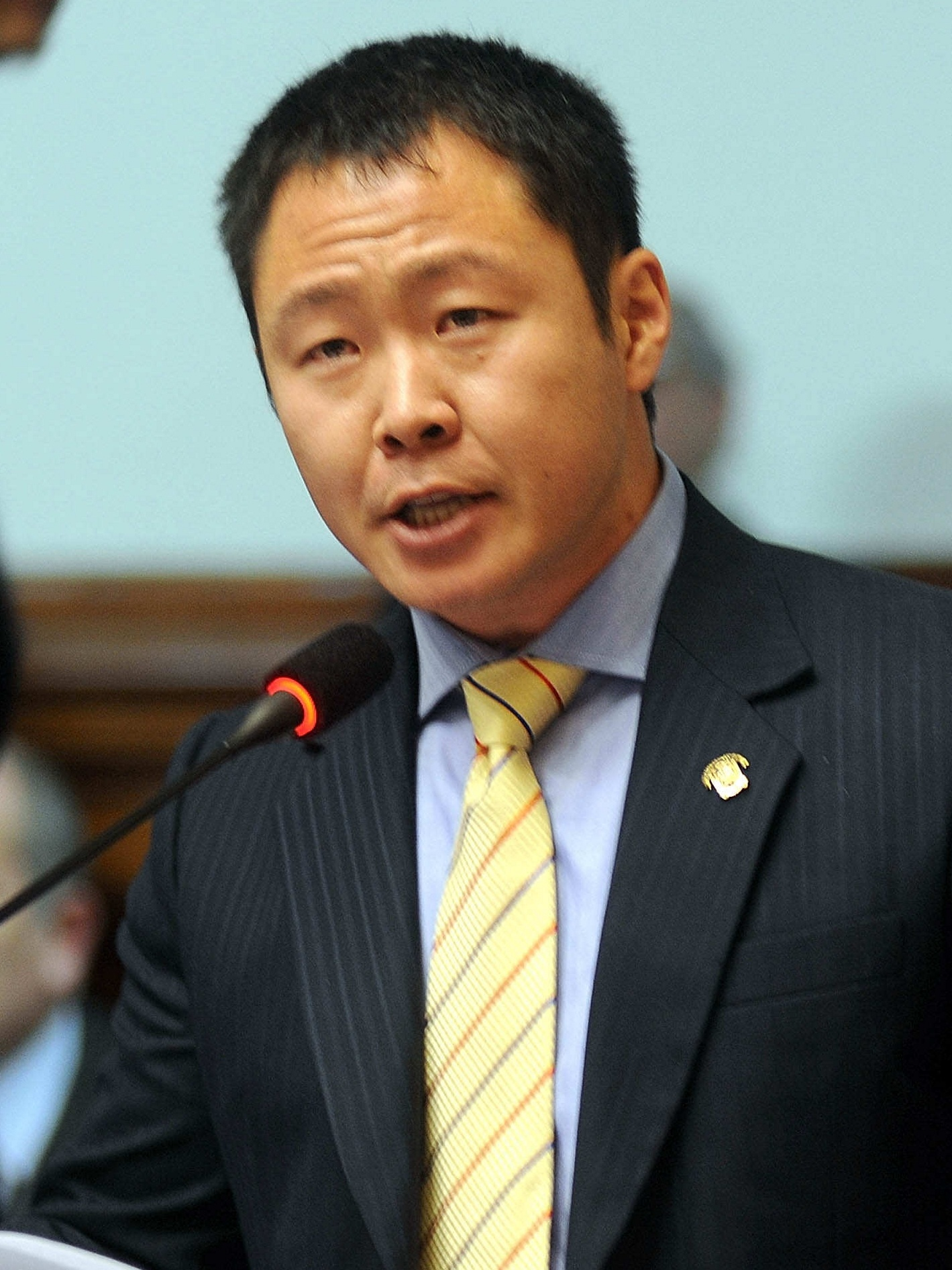
Kenji Fujimori de congresista en el 2018

Después de la ex primera dama Keiko Fujimori, la siguiente figura del movimiento es su hermano menor, Kenji Fujimori.
Kenji Fujimori es el cuarto de los 4 hijos de Alberto Fujimori y Susana Higuchi, siendo el último de sus hermanos, estudió agronomía en la Universidad Estatal de Kansas, es agrónomo (al igual que su padre) y político peruano, postulo sin éxito como  gobernador regional de Lima en las elecciones regionales y municipales del 2006 con el partido Sí Cumple.
En las elecciones generales del 2011 postuló como congresista de la República en las elecciones parlamentarias del mismo año con el partido Fuerza 2011, siendo el candidato más votado de dicha elección (con 381,041 votos). En las elecciones parlamentarias del 2016 fue reelegido como congresista con el partido Fuerza Popular, siendo nuevamente el candidato más votado de dicha elección (con 326,037 votos).
En 2018, renunció al partido Fuerza Popular. Junto con otros nueve congresistas que fueron expulsados del mismo partido por abstenerse de votar a favor de la vacancia presidencial contra el presidente Pedro Pablo Kuczynski el año pasado, formó la bancada Cambio 21, que contaba con una ideología más progresista que conservadora. Cambio 21 fue reconocida por el presidente del Congreso Daniel Salaverry, con la esperanza de que su bancada se convirtiera en un partido político similar al anterior partido fujimorista Sí Cumple.

## Partidos fujimoristas

### Cambio 90

Logo de Cambio 90

Cambio 90 fue el primer partido político fujimorista, creado en 1989 y que lanzó la candidatura por primera vez de Alberto Fujimori a la Presidencia de la República en las elecciones generales del Perú de 1990, en las cuales resultó ganador.
El éxito de este partido dependió en gran medida del rechazo que había generado la clase política tradicional, cuestionada por la población a causa del incumplimiento de sus promesas electorales. En las elecciones generales del Perú de 1990, Alberto Fujimori, ingeniero agrónomo y exrector de la Universidad Nacional Agraria La Molina entre 1984 y 1989, derrotó en segunda vuelta con más del 60% de votos válidos a Mario Vargas Llosa, candidato del FREDEMO. El lema de Cambio 90 fue «Honradez, Tecnología, Trabajo».
Las principales bases de apoyo del partido fueron la Asociación Peruana de Empresas Medias y Pequeñas (APEMIPE) junto al sector informal de trabajadores que se asociaron a APEMIPE, y varios grupos de creyentes evangélicos. La tercera fuerza que participó en la fundación del novel partido fueron los llamados «molineros» (profesores, alumnos y trabajadores de la Universidad Nacional Agraria La Molina) que el mismo Fujimori convocó, entre ellos a la secretaría del Sindicato de los Trabajadores, Luz Salgado y a los profesores Andrés Reggiardo Sayán, Víctor Díaz Lau, Víctor Paredes Guerra, Victoria Paredes Sánchez, Alberto Sato, Juan Cruzado Mantilla y Abraham Pacheco.
Seis semanas antes de la primera vuelta electoral que se llevó a cabo el 10 de abril de 1990, Cambio 90 no reunía ni el 4% de intención de voto frente al 42% que tenía el candidato del FREDEMO. Los resultados fueron sorprendentes al otorgarle a Cambio 90 un segundo puesto con más de una cuarta parte de los votos. En segunda vuelta obtuvo la victoria, alcanzando una importante representación en el Congreso peruano, pero carecía de una mayoría por sí solo.
Cambio 90 fue el único partido de origen fujimorista que se distanció del resto junto a Siempre Unidos, y en las elecciones generales del Perú de 2011 apoyó la candidatura presidencial de Luis Castañeda Lossio. En diciembre de 2013 el fujimorista Renzo Reggiardo relanzó el partido con el nombre de Perú Patria Segura. Con dicho partido rompió todo tipo de lazos con Cambio 90 lo que llevó a su disolución.

### Nueva Mayoría

Símbolo de Nueva Mayoría

En 1992 se formó el partido Nueva Mayoría, cuyos máximos líderes fueron Alberto Fujimori, Martha Chávez, Martha Hildebrandt y Jaime Yoshiyama Tanaka.
Nace como movimiento en 1992 para las elecciones constituyentes del mismo año, obteniendo la mayoría en el Congreso de la República. Desde entonces y hasta su disolución en 2010 participaron junto a los demás partidos fujimoristas en todas las elecciones generales y regionales.
En las elecciones generales del Perú de 2001, ya con Alberto Fujimori autoexiliado en Japón, participa junto con Cambio 90 pero solo con listas parlamentarias logrando las lideresas de la alianza (Martha Chávez, Luz Salgado y Carmen Lozada) alcanzar un escaño en el Congreso.
Sin embargo, en el año 2001, durante el gobierno de Alejandro Toledo, Luz Salgado y Carmen Lozada fueron desaforadas del Congreso al haber indicios que las vinculaban con delitos de corrupción. En el año 2002, Martha Chávez fue suspendida indefinidamente mientras el Poder Judicial investigaba sus supuestos vínculos con la corrupción. Luego de 3 años, regresó al Congreso a finales de 2005, siendo declarada absuelta de los cargos de los cuales se le acusó.
En el 2003, ante la ausencia de Alberto Fujimori y la falta de actividad de los demás partidos fujimoristas, Nueva Mayoría se independizó y estuvo bajo el liderazgo de Martha Chávez. Sin embargo en el 2005, tras largas negociaciones con el mismo Alberto Fujimori, Nueva Mayoría se reincorporó mediante una alianza con Cambio 90 y Siempre Unidos para crear Alianza por el Futuro e invitó a participar a Sí Cumple, que no había podido inscribir la candidatura de Alberto Fujimori.
En el 2010 su inscripción ante el Jurado Nacional de Elecciones fue cancelada tras su cambio de nombre a Fuerza Popular.

### Vamos Vecino

Logo de Vamos Vecino

Vamos Vecino fue fundado en 1997 por Alberto Fujimori para participar en las elecciones municipales del año siguiente, siendo su candidato por Lima el exministro fujimorista Juan Carlos Hurtado Miller. Entre sus líderes, además de Alberto Fujimori, se encontraban Absalón Vásquez Diego Uceda y Carlos Orellana Quintanilla.
En 2000, conformó la Alianza Electoral Perú 2000 junto con Cambio 90, Nueva Mayoría y Juntos Sí Podemos, apoyando la candidatura del entonces presidente Alberto Fujimori.
Ese mismo año por conflictos internos y la caída de Fujimori la alianza se rompe. En el 2001 postula a las elecciones generales dentro de la Alianza Electoral Solución Popular junto a Juntos Sí Podemos y Con Fuerza Perú, teniendo a Carlos Boloña como candidato presidencial. Participa solo luego en las elecciones municipales y regionales del 2002.
En 2005, cambió de nombre a Sí Cumple para participar en las próximas elecciones.

### Juntos Sí Podemos - Siempre Unidos

Logo de Siempre Unidos

Juntos Sí Podemos se inició en 1998 como un movimiento independiente liderado por los congresistas María Jesús Espinoza y Fernán Altuve y el empresario Moisés Rojas Lazo. Su actual líder es Felipe Castillo Alfaro. Entre sus máximos dirigentes además de Castillo Alfaro. se encuentran Felipe Melgarejo Moya, Adolfo Mattos Piaggio Néstor Corpus Vergara y Daniel Gálvez Herrera. Fue el único partido fujimorista que no llevó netamente el color anaranjado. 
En 2000, conformó la Alianza Electoral Perú 2000 junto con Cambio 90, Nueva Mayoría y Vamos Vecino, apoyando la candidatura del entonces presidente Alberto Fujimori. Sin embargo, ese mismo año, la alianza se rompió por conflictos internos y la caída de Fujimori. 
En 2001, el partido participó en las elecciones generales, en las que se creó la Alianza Electoral Solución Popular con Vamos Vecino y Con Fuerza Perú, con Carlos Boloña como candidato presidencial. 
En 2002 cambió su nombre a Siempre Unidos y logró inscribirse como agrupación independiente para participar en las elecciones regionales de ese año. Castillo obtuvo tres victorias electorales consecutivas con Siempre Unidos, por lo que fue alcalde de Los Olivos entre 2003 y 2014.

### Perú 2000

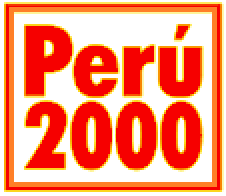
Logo de Perú 2000

Perú 2000 fue una alianza electoral conformada por los partidos Cambio 90, Nueva Mayoría, Juntos Sí Podemos y Vamos Vecino. Fue creada por el expresidente Alberto Fujimori en 1999 con vistas a las elecciones generales de 2000, aunque estas estuvieron plagadas de acusaciones de fraude. 
En septiembre de 2000, su imagen comenzó a deteriorarse cuando el exasesor presidencial Vladimiro Montesinos entregó una gran suma de dinero a un congresista de la oposición para que se pasara a sus filas. Tras el escándalo de corrupción, el partido fue perdiendo su mayoría en el Congreso, lo que llevó a su división en cuatro bancadas:  Cambio 90 - Nueva Mayoría, Vamos Vecino, Grupo Parlamentario Independiente y Con Fuerza Perú. Esto facilitó la destitución del presidente Fujimori. 
Desapareció por completo en 2001.

### Con Fuerza Perú

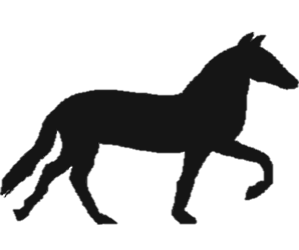
Logo de Con Fuerza Perú

En el año 2000, tras la renuncia de congresistas de la alianza Perú 2000, se funda la bancada Con Fuerza Perú, conformada por 7 congresistas: Víctor Torres Estévez, Anselmo Revilla, María Espinoza Matos, Edilberto Canales y Roger Cáceres Pérez, Francisco Ramos Santillán y Antonio Becerril. 
Dicha agrupación se une a Vamos Vecino y Juntos Sí Podemos para formar la Alianza Electoral Solución Popular para participar en las elecciones generales del 2001, convocadas por el presidente Valentín Paniagua, presentando como candidato presidencial al ex ministro de Economía y Finanzas Carlos Boloña. 
En 2005, la agrupación fue reconocido como partido político, siendo liderada por María Espinoza Matos y llega a participar en las Elecciones generales del 2006; el partido decidió no formar parte de la Alianza por el Futuro liderada por Martha Chávez y decidieron participar de forma independiente, el partido presento a Pedro Koechlin von Stein como candidato presidencial, quedando en 11.º lugar. 
El partido también participó en las elecciones regionales y municipales del mismo año, y a nivel de Lima, apoyaron la candidatura de Carmen Lozada quien se presentó como candidata a la alcaldía de Lima con el partido Sí Cumple.

### Sí Cumple

Logo de Sí Cumple

En 2005, el partido Vamos Vecino fundado por Alberto Fujimori cambia de nombre a Agrupación Independiente Sí Cumple para participar en las próximas elecciones. 
Ese mismo año, el partido Sí Cumple junto con Cambio 90, Nueva Mayoría y Siempre Unidos forman la Alianza Sí Cumple para participar en las elecciones del siguiente año. eligiendo a Alberto Fujimori como candidato a la presidencia, como candidata a la primera vicepresidencia a la exministra de la Mujer, Luisa María Cuculiza, y candidato a la segunda Vice Presidencia, al abogado Rolando Souza. Sin embargo el Jurado Nacional de Elecciones no aceptó su conformación, y el congreso inhabilito a Fujimori a ejercer cualquier cargo político hasta el 2011, lo cual llevó a la disolución de la alianza Electoral.
A pocos meses de las Elecciones generales del 2006, el partido se incorporó a la Alianza por el Futuro.
Meses después de las Elecciones generales, decidió participar en las Elecciones regionales y municipales del mismo año, llevando a Carmen Lozada (excongresista) como candidata a la alcaldía de Lima.
En julio de 2012 su inscripción ante el Jurado Nacional de Elecciones fue cancelada después de que sus militantes migrasen a Fuerza Popular.

### Alianza por el Futuro

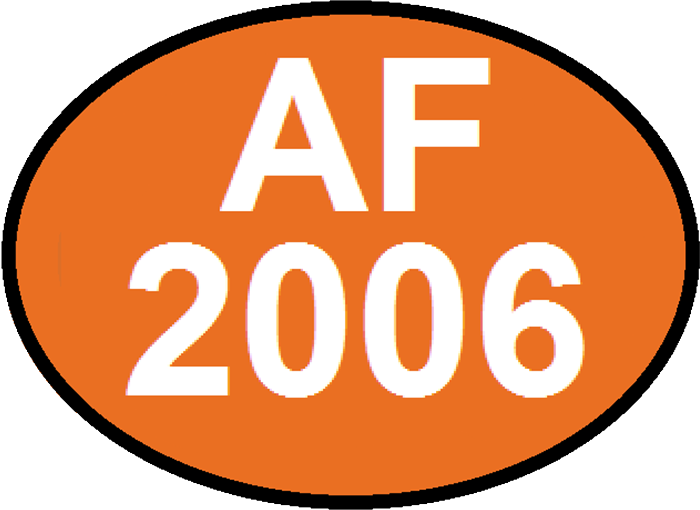
Símbolo de Alianza por el Futuro

Para las elecciones generales del Perú de 2006 el fujimorismo formó la coalición denominada Alianza por el Futuro, integrada por Cambio 90, Nueva Mayoría, Siempre Unidos (antes conocido como Juntos Sí Podemos) y Sí Cumple (antes conocido como Vamos Vecino). Presentaron como candidata a la Presidencia de la República a Martha Chávez, quien obtuvo el cuarto lugar en las elecciones presidenciales. Según el analista político Enrique Bernales, el resurgimiento del fujimorismo ocurrió tras la llegada de Perú Posible en el parlamento.
Una vez iniciado el proceso electoral de 2006, Keiko Fujimori inscribió como candidato presidencial a su padre Alberto Fujimori. Su inscripción fue denegada ya que Fujimori fue inhabilitado políticamente por el Congreso de la República del Perú para ejercer cualquier cargo público hasta 2011. Inmediatamente, los cuatro partidos fujimoristas se unieron con el nombre de Alianza por el Futuro, liderados por la expresidenta del Congreso Martha Chávez, lideresa de Nueva Mayoría.
Durante la campaña electoral, los acompañantes en la plancha presidencial fueron Santiago Fujimori y Rolando Sousa a la Primera y Segunda Vicepresidencia respectivamente. El encargado de los spots televisivos fue el publicista de Fujimori, Carlos Raffo. Como cabeza de lista al Congreso estuvo la hija de Fujimori, Keiko Fujimori y fue acompañada por altos miembros del fujimorismo.
Los resultados finales de dicha elección le otorgaron a Martha Chávez menos del 10% de total de votos, logrando alcanzar el cuarto puesto en la elección.
Dentro del Congreso, la Alianza adoptó el nombre de "Grupo Parlamentario Fujimorista".

### Fuerza 2011 - Fuerza Popular

Logo de Fuerza Popular

Desde el 2010 las fuerzas políticas fujimoristas se agruparon en la alianza electoral Perú 2011 (con excepción de Cambio 90 y Siempre Unidos, que respaldan la candidatura de Luis Castañeda Lossio a la presidencia, en la Alianza Solidaridad Nacional) con el fin de participar en las elecciones generales del Perú de 2011, llevando a Keiko Fujimori, hija del expresidente Alberto Fujimori, como candidata a la presidencia. Los candidatos vicepresidenciales fueron Rafael Rey Rey (del partido Renovación Nacional) y Jaime Yoshiyama Tanaka.
En 2016, lanzaron nuevamente la candidatura de Keiko Fujimori a la presidencia de la República. Los candidatos vicepresidenciales fueron José Chlimper y Vladimiro Huaroc, aunque Huaroc fue retirado de la contienda electoral luego de que se difundiera un reportaje donde aparece entregando víveres a los electores, algo prohibido por el Jurado Nacional de Elecciones.
En 2021, lanzaron nuevamente la postulación de Keiko Fujimori, a la presidencia de la República. Los candidatos vicepresidenciales fueron Luis Galarreta y Patricia Juárez.

### Perú Patria Segura

Logo de Perú Patria Segura

En 2013, el partido Cambio 90 fundado por Alberto Fujimori cambia de nombre a Perú Patria Segura para participar en las próximas elecciones. 
El partido tenía como objetivo distanciarse del partido fujimorista Fuerza Popular y resaltar la palabra seguridad, para aspectos como económico, legal, ciudadano e inversión, llevándolo a romper todo tipo de lazos con el fujimorismo, dejando de poseer la ideología que mantuvo Cambio 90.
El partido participó en las Elecciones regionales del 2014, presentando a Salvador Heresi como candidato a la alcaldía de Lima.
En las elecciones del 2016 se presentó el ex congresista Renzo Reggiardo como candidato a la presidencia del Perú, sin embargo, decidió retirar su candidatura debido a que denuncio que hay candidatos "plagados de irregularidades".
En 2018, el partido participó en las elecciones regionales y municipales del mismo año, lo cual, el ex congresista Renzo Reggiardo se presentó como candidato a la alcaldía de Lima, liderando las encuestas durante su campaña, sin embargo, debido a su ausencia en los debates, quedó en tercer lugar. 
En las elecciones de 2021 se presentaron el exalcalde de Pueblo Libre Rafael Santos, la exregidora del Callao Victoria Paredes y al excongresista Andrés Reggiardo a la plancha presidencial. Debido a los resultados de la primera vuelta, el partido decidió apoyar la candidatura de Keiko Fujimori de Fuerza Popular, que tenía de contrincante a Pedro Castillo del partido de Perú Libre, con el objetivo de defender una «democracia» libre de comunismo.

## Procesos electorales en los que participó

### Elecciones presidenciales
|  | 29.09 % |

|  | 62.50 % |

|  | 64.42 % |

|  | 49.87 % |

|  | 74.33 % |

|  | 1.69 % |

|  | 7.43 % |

|  | 23.57 % |

|  | 48.55 % |

|  | 39.87 % |

|  | 49.88 % |

|  | 13.40 % |

|  | 49.87 % |

### Elecciones parlamentarias

#### Congreso bicameral
|  | 21.71 % |

|  | 16.92 % |

#### Congreso unicameral
|  | 52.10 % |

|  | 42.16 % |

|  | 4.80 % |

|  | 3.57 % |

|  | 13.09 % |

|  | 22.97 % |

|  | 36.34 % |

|  | 7.31 % |

|  | 11.34 % |

### Elecciones al Parlamento Andino
|  | 9.30 % |

|  | 23.2 % |

|  | 38.1 % |

|  | 11.8 % |

### Elecciones regionales y municipales
| Año  | Partido/Coalición       | Gobiernos Regionales | Alcaldías Provinciales | Alcaldías Distritales |
| Año  | Partido/Coalición       | Representantes       | Representantes         | Representantes        |
| ---- | ----------------------- | -------------------- | ---------------------- | --------------------- |
| 1993 | Cambio 90-Nueva Mayoría |                      | 4/196                  | 16/1867               |
| 1995 | Cambio 90-Nueva Mayoría | 0/196                | 21/1867                |                       |
| 1998 | Vamos Vecino            | 71/196               | 582/1867               |                       |
| 2002 | Vamos Vecino            | 0/25                 | 0/196                  | 4/1867                |
| 2002 | Siempre Unidos          | 0/25                 | 0/196                  | 3/1867                |
| 2006 | Siempre Unidos          | 0/25                 | 2/196                  | 16/1867               |
| 2006 | Con Fuerza Perú         | 0/25                 | 1/196                  | 6/1867                |
| 2006 | Sí Cumple               | 0/25                 | 1/196                  | 19/1867               |
| 2010 | Sí Cumple               | 0/25                 | 0/196                  | 1/1867                |
| 2010 | Cambio 90               | 0/25                 | 0/196                  | 0/1867                |
| 2010 | Fuerza 2011             | 0/25                 | 5/196                  | 52/1867               |
| 2010 | Siempre Unidos          | 0/25                 | 2/196                  | 8/1867                |
| 2014 | Siempre Unidos          | 0/25                 | 3/196                  | 20/1867               |
| 2014 | Fuerza Popular          | 3/25                 | 4/196                  | 79/1874               |
| 2014 | Perú Patria Segura      | 0/25                 | 0/196                  | 4/1867                |
| 2018 | Perú Patria Segura      | 0/25                 | 0/196                  | 9/1874                |
| 2018 | Siempre Unidos          | 0/25                 | 3/196                  | 21/1867               |
| 2018 | Fuerza Popular          | 0/25                 | 3/196                  | 46/1867               |
| 2022 | Fuerza Popular          | 0/25                 | 0/196                  | 3/1874                |